# YotaPhone 2
YotaPhone 2 (Йотафо́н 2) — второе поколение смартфона с двумя активными экранами, разработанного компанией Yota Devices.

## История
Впервые Йотафон 2 был представлен 24 февраля 2014 на выставке мобильной индустрии Mobile World Congress в Барселоне. Начало продаж было намечено на четвёртый квартал 2014 года в России и Европе, и на первый квартал 2015 года в Азии.
Первым обладателем смартфона YotaPhone 2 формально стал председатель Китайской Народной Республики Си Цзиньпин. Смартфон ему подарил президент России Владимир Путин во время встречи на саммите АТЭС 2014 года в Пекине.
19 ноября 2014 года Yota Devices объявила об открытии предзаказа на YotaPhone 2. За первые сутки было зарегистрировано около 3000 заказов.
Официальная презентация смартфона состоялась 2 декабря 2014 года в Москве, а на следующий день в Лондоне.
Вскоре после презентации компания Yota Devices заключила партнёрское соглашение с британским сотовым оператором Vodafone о продажах YotaPhone 2.
Продажи YotaPhone 2 в России начались 6 декабря 2014 года. Объём первой поставки в точки продаж составил 150 тысяч устройств.
За 5 месяцев продаж в Россию ввезли 22760 смартфонов. Что демонстрирует завышение данных о продажах в 1,5 раза.
18 июля 2015 года успешно завершилась кампания на Indiegogo со сбором средств на запуск YotaPhone 2 в США, в ней было собрано почти в 6 раз больше необходимой суммы, получено почти 500 заказов. Однако в конце июля выпуск YotaPhone 2 для американского рынка был отменён. Причиной стали слишком большие трудности, с которыми придется столкнуться при производстве и поставке в США. Заказавшим предложена европейская версия в чёрном цвете без LTE (на территории США) или возврат средств на счёт.

## Технические данные
YotaPhone 2 снабжен 5-дюймовым Super AMOLED Full HD дисплеем и вторым 4,7-дюймовым E-Ink с разрешением 540х960 пикселей. Поддерживает работу в сетях LTE. Оба экрана покрыты стеклом Gorilla Glass. Используется четырёхъядерный процессор Qualcomm Snapdragon 801 на базе ARM с тактовой частотой 2,3 ГГц, ёмкость аккумулятора составляет 2550 мАч (1800 мАч у первой версии телефона). 2 ГБ ОЗУ и 32 ГБ встроенной памяти. 8-мегапиксельная основная и 2-мегапиксельная фронтальная камеры. Модули Wi-Fi, Bluetooth, NFC. Спутниковая навигация GPS/A-GPS/ГЛОНАСС. Операционная система — Android. Приложения и Дизайн разработан компанией Manufactura Interactive Agency Воронеж.

## Оценки и критика
После анонса на выставке Mobile World Congress 2014 смартфон получил в основном положительные отзывы и был удостоен высоких оценок от нескольких популярных европейских журналов:
- Лучший продукт на выставке по версии Expert Review[11], Tom's Hardware[12] и PC Mag[13].
- Лучший инновационный продукт, по версии Computer Bild[14] и Laptop Magazine[15].

Критике подверглась в первую очередь высокая цена устройства, при том, что YotaPhone по основным параметрам уступает некоторым устройствам в своём классе. Также отмечается посредственное качество снимков, сделанных на основную камеру.
Американский журнал Forbes назвал YotaPhone 2 прорывом года.

## Галерея

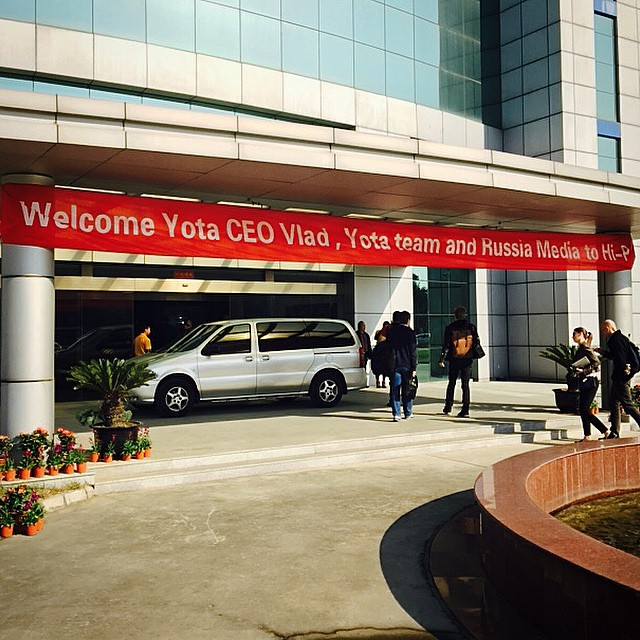
Фабрика в Сучжоу, где собирают Йотафон 2
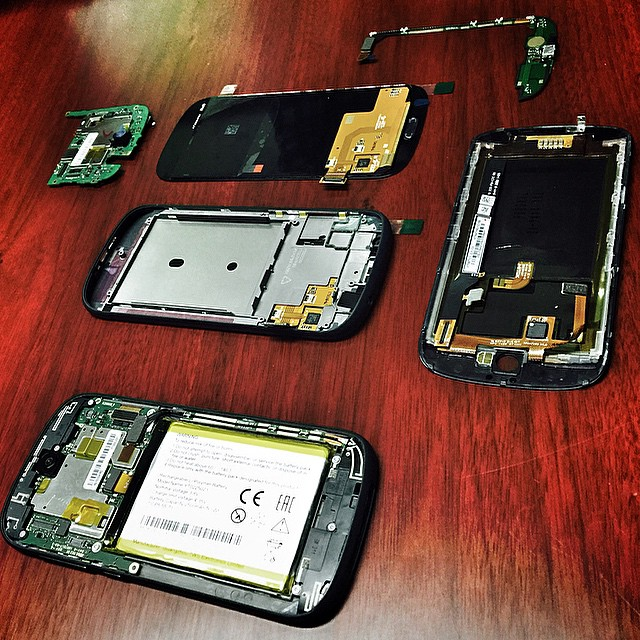
В разобранном виде
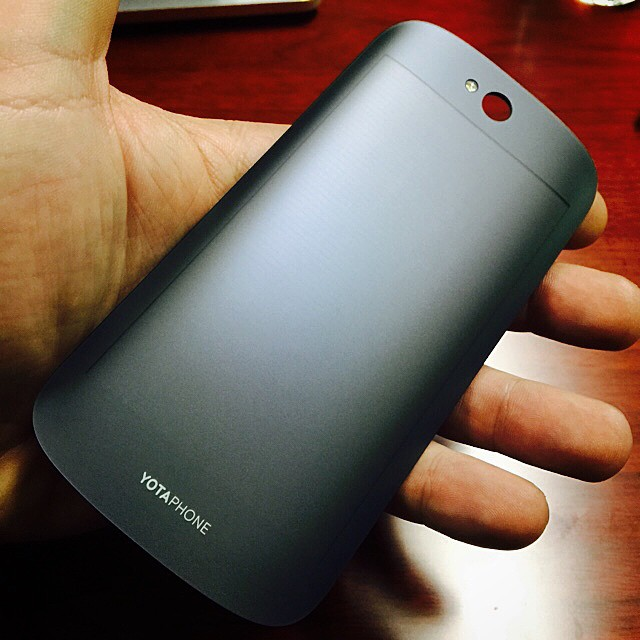
Задняя крышка